# Morek
Morek (arabe : مورك) est une ville du nord-ouest de la Syrie, dans le Muhafazat (province) de Hama.

## Historique
La ville est le théâtre d'intenses combats lors de la guerre civile syrienne. Le 1er février 2014, la ville est prise par des groupes d'opposants au régime. L'armée syrienne la reprend neuf mois après et en contrôle la totalité le 23 octobre. Plus de 250 rebelles et soldats du régime sont tués durant les combats. Le 5 novembre 2015, la ville, principalement en ruine, est de nouveau reprise par les rebelles.
Le 20 octobre 2020, l'armée turque se retire du poste d'observation de Morek où elle était assiégée depuis un an